# Seroundeng
 (octobre 2022).
La mise en forme du texte ne suit pas les recommandations de Wikipédia : il faut le « wikifier ».
Les points d'amélioration suivants sont les cas les plus fréquents. Le détail des points à revoir est peut-être précisé sur la page de discussion.
- Les titres sont pré-formatés par le logiciel. Ils ne sont ni en capitales, ni en gras.
- Le texte ne doit pas être écrit en capitales (les noms de famille non plus), ni en gras, ni en italique, ni en « petit »…
- Le gras n'est utilisé que pour surligner le titre de l'article dans l'introduction, une seule fois.
- L'italique est rarement utilisé : mots en langue étrangère, titres d'œuvres, noms de bateaux, etc.
- Les citations ne sont pas en italique mais en corps de texte normal. Elles sont entourées par des guillemets français : « et ».
- Les listes à puces sont à éviter, des paragraphes rédigés étant largement préférés. Les tableaux sont à réserver à la présentation de données structurées (résultats, etc.).
- Les appels de note de bas de page (petits chiffres en exposant, introduits par l'outil «  Source ») sont à placer entre la fin de phrase et le point final[comme ça].
- Les liens internes (vers d'autres articles de Wikipédia) sont à choisir avec parcimonie. Créez des liens vers des articles approfondissant le sujet. Les termes génériques sans rapport avec le sujet sont à éviter, ainsi que les répétitions de liens vers un même terme.
- Les liens externes sont à placer uniquement dans une section « Liens externes », à la fin de l'article. Ces liens sont à choisir avec parcimonie suivant les règles définies. Si un lien sert de source à l'article, son insertion dans le texte est à faire par les notes de bas de page.
- La présentation des références doit suivre les conventions bibliographiques. Il est recommandé d'utiliser les modèles {{Ouvrage}}, {{Chapitre}}, {{Article}}, {{Lien web}} et/ou {{Bibliographie}}. Le mode d'édition visuel peut mettre en forme automatiquement les références.
- Insérer une infobox (cadre d'informations à droite) n'est pas obligatoire pour parachever la mise en page.

Pour une aide détaillée, merci de consulter Aide:Wikification.
Si vous pensez que ces points ont été résolus, vous pouvez retirer ce bandeau et améliorer la mise en forme d'un autre article.
 (octobre 2022).
Seroundeng (indonésien : serundeng ; néerlandais : seroendeng) fait référence à un condiment pour accompagner le riz en indonésien et en malais. Le seroundeng peut avoir un goût sucré ou piquant et épicé selon les variantes de recette.
Sa variante la plus connue est une préparation indonésienne de noix de coco râpée sautée mélangée avec des épices et d'autres ingrédients. La noix de coco grillée râpée épicée peut être mélangée avec des cacahuètes et utilisée comme condiment pour ajouter de la saveur, ou comme garniture saupoudrée sur des plats à base de riz, tels que le riz cuit à la vapeur, le lontong, le riz gluant ketan et la burasa ; ou sur des soupes soto traditionnelles. Le seroundeng peut également être considéré comme un plat séparé s'il est mélangé avec des ingrédients principaux, tels que le serundeng daging qui est de la viande frite, généralement du bœuf, servie dans cette soie[pas clair] de noix de coco épicée seroundeng.

## Ingrédients

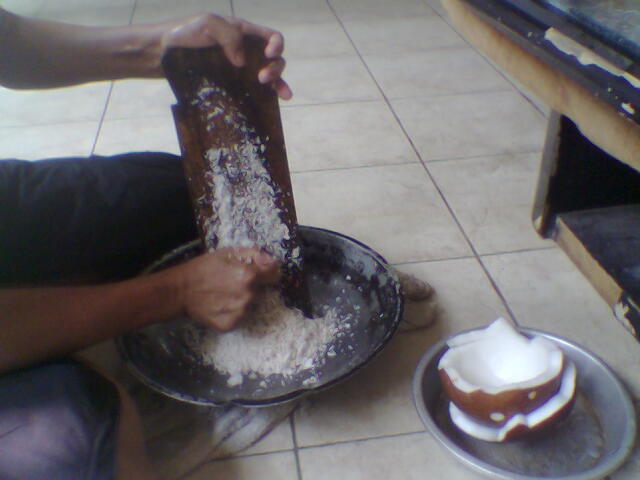
; il peut être préparé sous forme de lait de coco ou de seroundeng.

La chair de noix de coco râpée constitue la partie essentielle du serundeng dans la cuisine indonésienne. La noix de coco fraîchement râpée, au lieu de la noix de coco râpée qui reste de la fabrication du lait de coco, donne un goût plus riche. La chair de la noix de coco doit être une noix de coco jeune avec une texture ferme et râpée pour créer de longs morceaux. Pour faire du serundeng, des épices et des assaisonnements comme les oignons, les piments, l'ail, l'oignon, la coriandre, le curcuma, le sucre, le tamarin, les feuilles de laurier (daun salam), les feuilles de citron vert (daun jeruk purut) et le galanga sont broyés en pâte et frits. Ensuite, la noix de coco râpée est sautée (frite avec un minimum d'huile ou sans) jusqu'à ce qu'elle soit dorée et mélangée à la pâte d'assaisonnement. Des cacahuètes grillées peuvent être ajoutées pour une texture croquante supplémentaire.

## Variantes

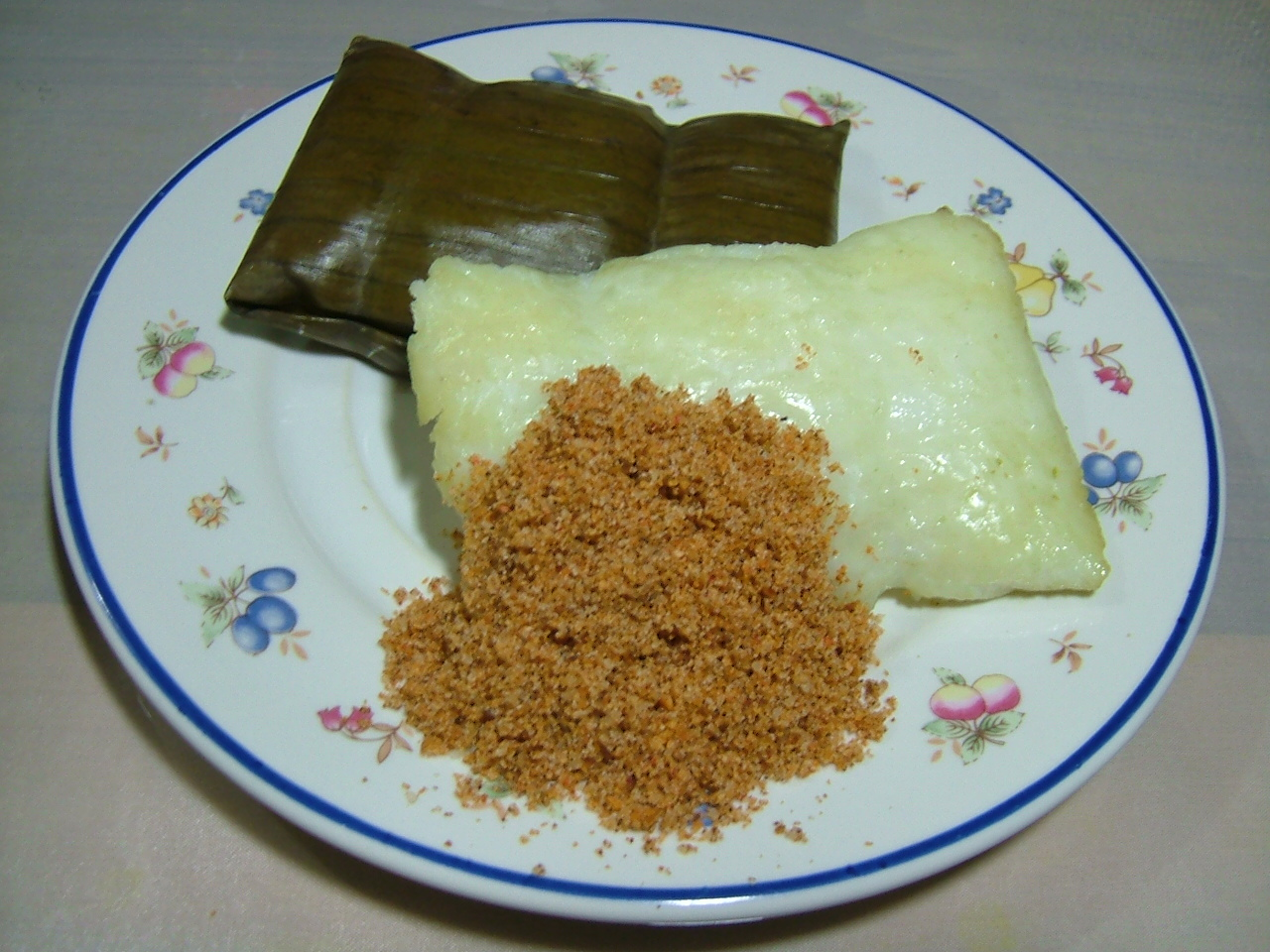
Burasa, boulette de riz cuite dans du lait de coco, enveloppée dans une feuille de banane servie avec du seroundeng.

Le seroundeng peut être mélangé à de la viande dans des plats tels que le serundeng daging (seroundeng de bœuf), saupoudré sur d'autres plats tels que la soupe soto, le ketupat ou recouvrant tout le ketan (riz gluant).
En Indonésie, le bœuf serundeng a généralement un goût plutôt sucré en raison de l'ajout généreux de sucre de coco et il est communément associé à la cuisine javanaise. Les flocons de noix de coco frits de seroundeng sous forme de condiment sec saupoudré se trouvent également à Jakarta et dans la cuisine makassar du sud de Sulawesi, généralement saupoudrés sur du soto, du ketan ou du burasa (riz en feuille de bananier cuit dans du lait de coco).
En Malaisie, le terme serunding fait plutôt référence à la viande cotonneuse, qui peut être mélangée avec de la noix de coco râpée ou non. En Indonésie, cette forme de viande est appelée abon et serundeng fait référence à la noix de coco râpée épicée et sautée.